# NGC 1416
NGC 1416 è una galassia ellittica situata nella costellazione dell'Eridano, a una distanza di circa 99 milioni di anni luce dalla nostra Via Lattea.

## Scoperta
La galassia è stata scoperta nel 1886 dall'astronomo statunitense Frank Muller.